# Banggai-junglevliegenvanger
De  banggai-junglevliegenvanger (Cyornis pelingensis) is een zangvogel uit de familie Muscicapidae (vliegenvangers). De soort werd in 1952 door Charles Vaurie als ondersoort van de sulajunglevliegenvanger Rhinomyias colonus pelingensis beschreven.

## Kenmerken
De vogel is ongeveer veertien centimeter lang en lijkt sterk op de sulajunglevliegenvanger. Beide soorten zijn onopvallend, donker grijsbruin van boven en lichtgrijs van onder, de kin bijna wit.

## Taxonomie
Op grond van moleculair genetisch onderzoek aan het Mitochondriaal DNA is de status van dit taxon als aparte soort verdedigbaar.

## Verspreiding en leefgebied
Deze soort is endemisch op de Banggai-eilanden (oostelijk van het Indonesische eiland Celebes). De leefgebieden liggen in natuurlijk tropisch bos.